# Pedro Bordaberry

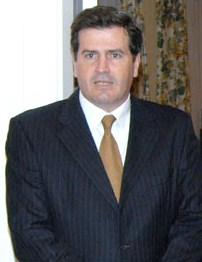
Pedro Bordaberry (2005)

Pedro Bordaberry (* 28. April 1960 in Montevideo) ist ein uruguayischer Politiker. Er gilt als reformorientiert und war Kandidat für die Präsidentschaftswahl in Uruguay 2009 und erneut bei den Wahlen 2014.

## Leben
Bordaberrys Vater Juan María Bordaberry war von 1972 bis 1976 Staatspräsident und Diktator Uruguays. Während der Präsidentschaft von Jorge Batlle Ibáñez war Bordaberry Minister für Industrie und dann Tourismus.
Er war Kandidat der historischen Staats- und Regierungspartei Partido Colorado für das Bürgermeisteramt (Intendente) in Montevideo. Bei den Wahlen im Mai 2005 konnte er den Anteil seiner Partei von zuvor 8,4 % auf 25 % verdreifachen. 
Als Kandidat des Partido Colorado für die Präsidentschaft 2009 folgte er darin Guillermo Stirling, der im Jahr 2004 knapp 11 % (nach 32,8 % im Jahr 1999) erreicht hatte. Bordaberry erreichte rund 17 %. Bei der Präsidentschaftswahl 2014 erzielte er 13,3 %.